# Донецький кряж
Доне́цький кряж — кряж, що є північно-східною і найвищою частиною Донецької височини. Розташований у межах Харківської (частково), Донецької та Луганської областей України і (частково) Ростовської області Росії. Площа — близько 23 тис. км².
На півночі круто обривається до долини Сіверського Дінця (південь Східноєвропейської рівнини). Довжина — близько 370 км, ширина — 160 км.
На східних теренах Кряжа розташований однойменний регіональний ландшафтний парк «Донецький Кряж».
Назву «Донецький кряж» запропонував Ковалевський Євграф Петрович 1827 року.

## Геологія

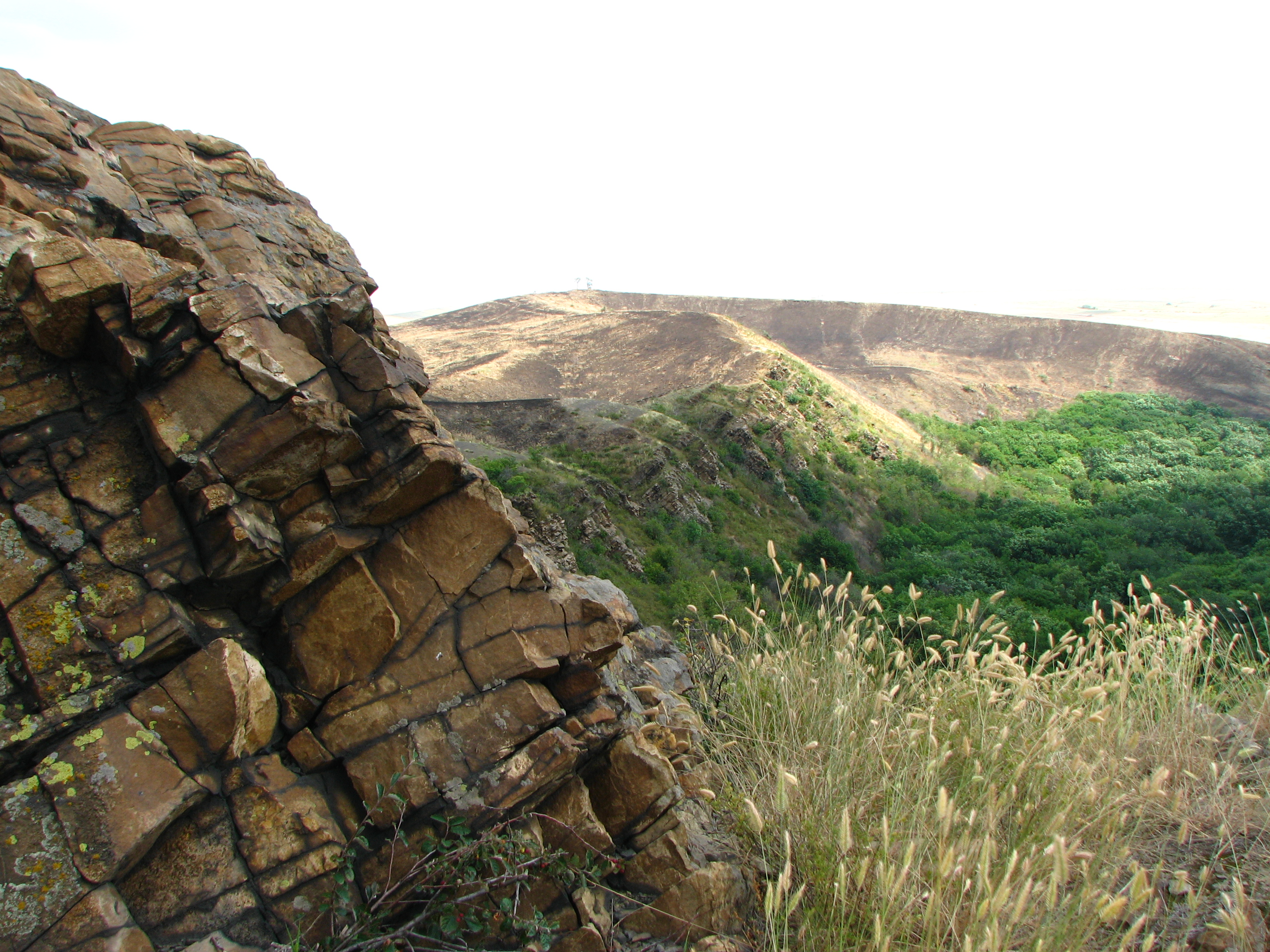
Скелі між Верхньою та Нижньою Деревечкою (Краснодонський район).

Сталкер на вивітрілому териконі.

Донецький кряж є височиною з рівними міжрічними просторами й долинами, які мають гірський характер. Середня висота поверхні становить 200—300 м. Найвища його точка — Могила Мечетна підіймається на 367 м над рівнем моря. Поверхня глибоко розчленована річковими долинами, ярами та балками.
У геологічній будові кряжа беруть участь сильно дислоковані, ускладнені численними розривними порушеннями відклади карбону, перму, тріасу: кам'яновугільні (пісковики, аргіліти, алевроліти, вапняк, вугілля), які мають багатокілометрову потужність. З ними пов'язані великі родовища кам'яного вугілля (див. Донецький вугільний басейн).
У місцях поширення вапняку, кам'яної солі і гіпсоангідритових відкладів спостерігаються карстові явища, пов'язані з розчиненням і розмивом цих порід поверхневими та підземними водами. Розробка кам'яної солі методом підземної виїмки при видобутку розсолу призводить до утворення пустот — камер, які під тиском вищележачих порід частково закриваються, що призводить до осідання земної поверхні. Аналогічні явища відбуваються і при інтенсивній виїмці вугілля у вугленосних районах.
Природний ландшафт кряжа доповнюється наявністю глибоких кар'єрів, териконів, обвалів. Меліорація, наявність безлічі ставків і великих водойм істотно впливають на поверхневий і підземний стік, викликаючи активізацію процесів денудації і підтоплення площ.

## Рельєф
Долини глибокі, нерідко з виходами корінних порід на схилах. Вододіли мають вигляд слабкохвилястих рівнин, майже повністю розораних. Характерна риса рельєфу — наявність форм антропогенного походження: терикони, кар'єри та інше.
Ґрунти на околицях кряжа — чорноземи, у центрі — сірі підзолисті. У заплавах річок і балок — лугові чорноземи, лучно-болотні, переважно із солончаками.
Приклади природного ландшафту Донецького кряжа:

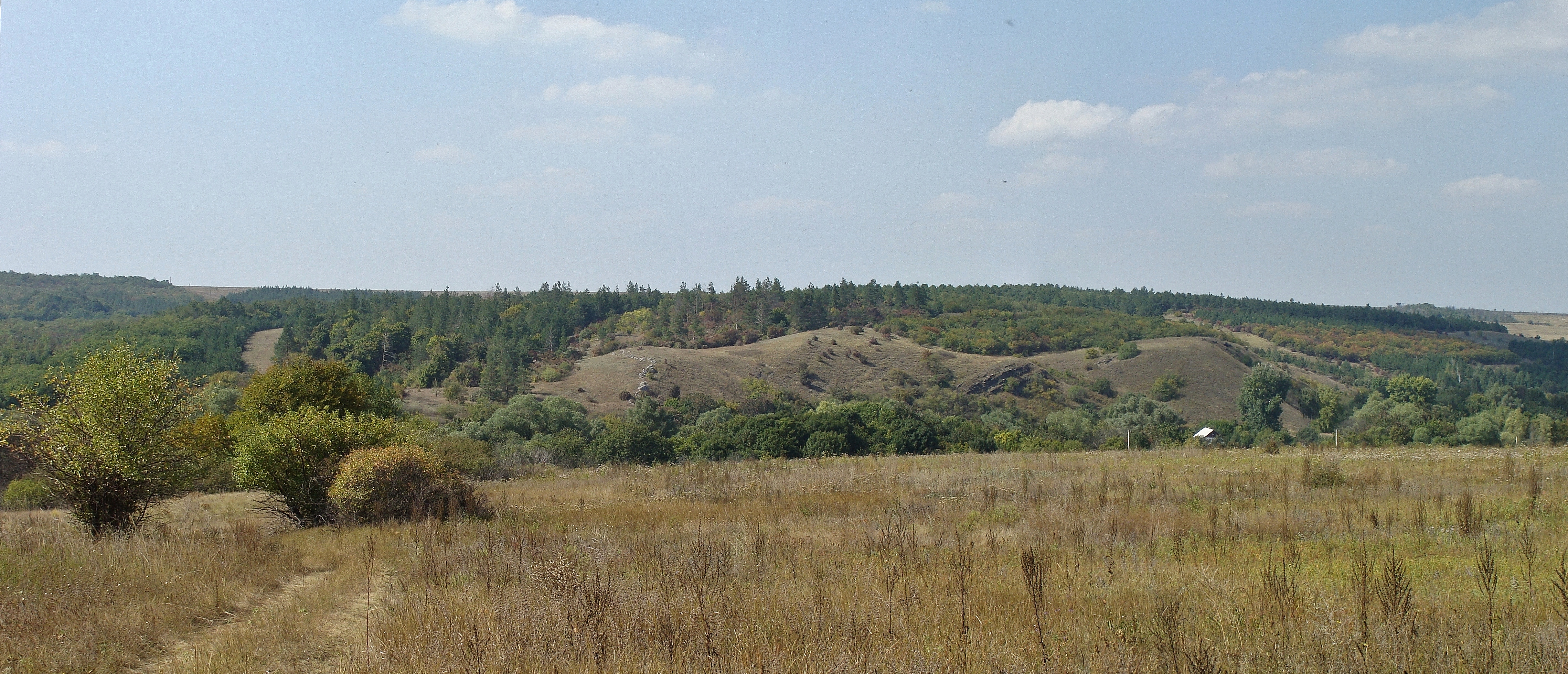
Околиці села Русько-Орловка
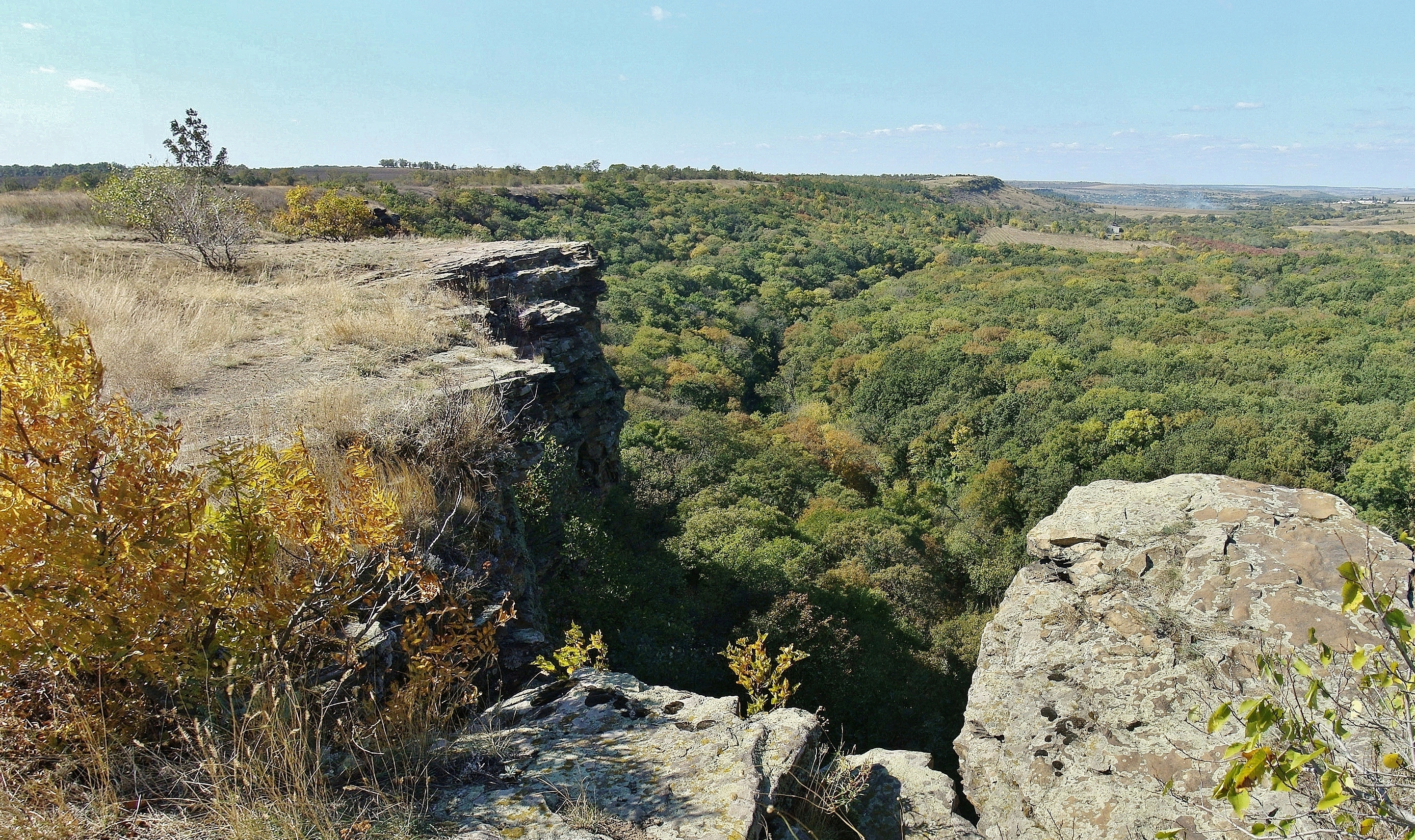
"Донецький Кряж". Кринка

Приклади ландшафту з антропогенними елементам:

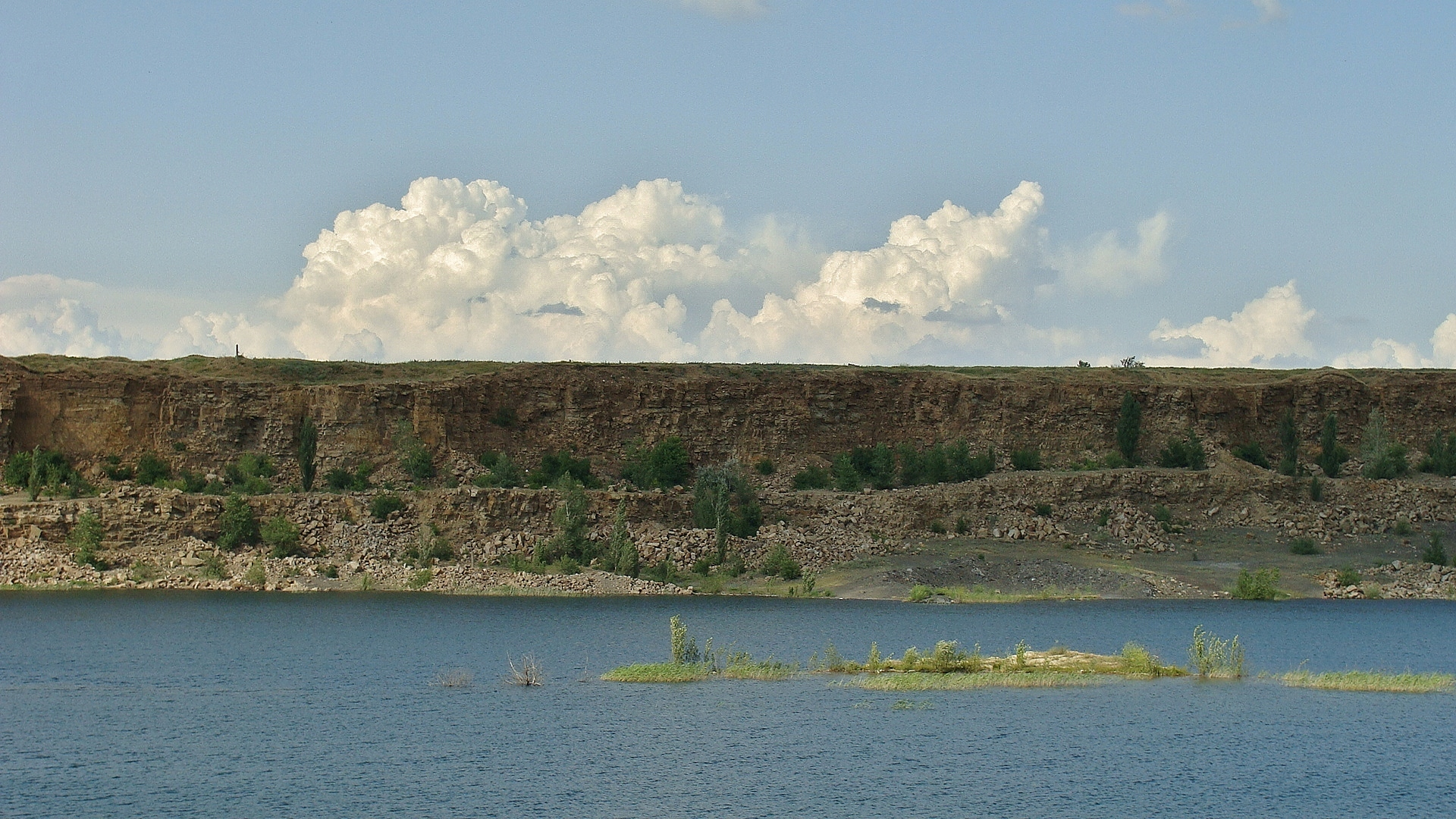
Кар'єр в Зугресі
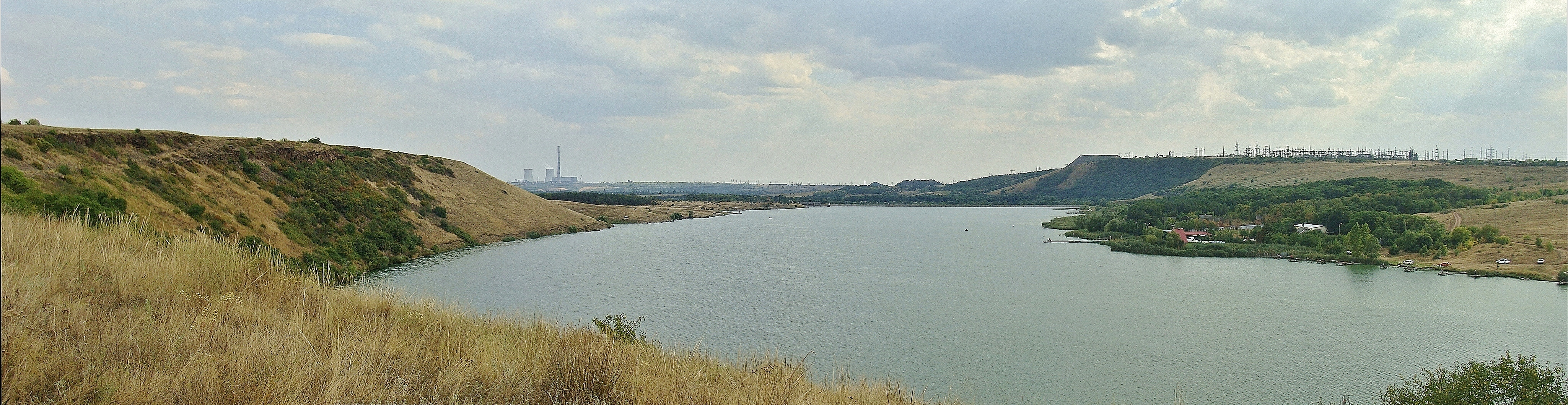
Ханжонківське водосховище
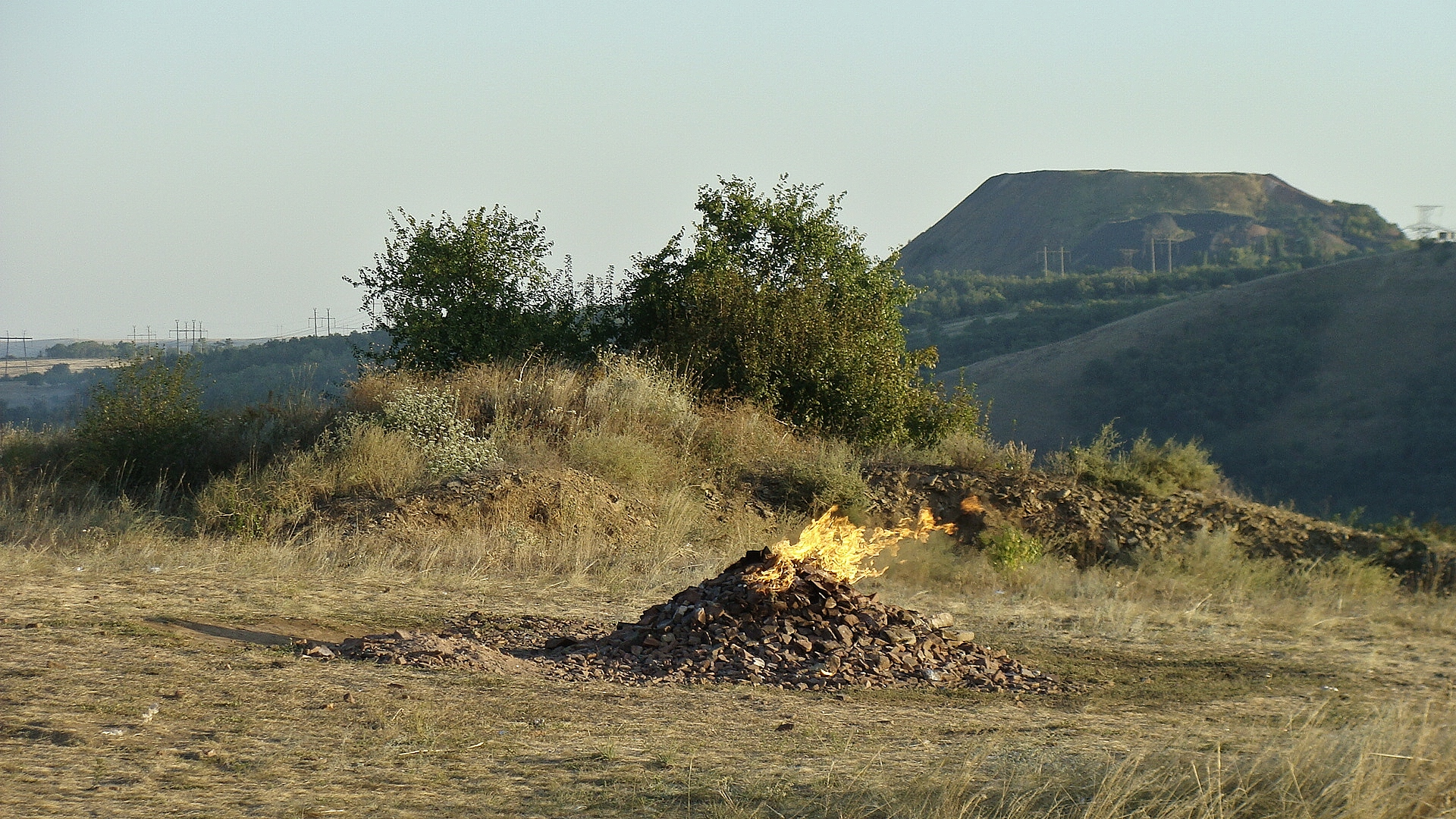
Терикон

## Гідрографічна мережа
Усі водотоки кряжа розділені на 3 частини: північну (басейн Сіверського Дінця), південну (басейн Азовського моря) та західну (басейн Дніпра). Точкою збігу меж басейнів умовно можна вважати стик залізничних насипів Авдіївка — Донецьк — Ясинувата 48°06′ пн. ш. 37°47′ сх. д..
У північній частині протікає річка Сіверський Донець з притоками, які стікають з південних відрогів Середньоруської височини і з північних та західних схилів Донецького кряжа.
Південна частина території охоплює басейн річок північного узбережжя Азовського моря, які стікають з південних схилів Донецького кряжа і Приазовської височини. Найбільша річка — Кальміус.
У західній частині протікають річки басейну Дніпра, що формують свій стік на західних схилах Донецького кряжа і Приазовської височини. Головна річка — Вовча.
Воду з каналу Сіверський Донець — Донбас на Донецький кряж підіймають 4 насосні станції.

## Клімат
Клімат континентальний з посушливо-суховійними явищами. Вітрові маси, які надходять з Азії і Ніжньоволзьких степів, обумовлюють низькі температури взимку з холодними, а восени та влітку — сухими гарячими вітрами.
Середня температура січня −6 … −8 °C, липня +20,9 … +22,9 °C. Опадів до 556 мм (на заході). У порівнянні з навколишньою місцевістю число днів з туманами, сніговим покровом більше; безморозний період менше. Спостерігається висотна поясність.

## Рослинність
Рослинний світ Донецького кряжа належить до степової зони і представлений здебільшого степовими, лісостеповими та заплавними формаціями флори.
Місцями, в центрі кряжа, збереглися ділянки лісів (липа, ясен, клен), збереглися дубові і ясеневі байрачні ліси (басейн річки Кринка).
На Донецькому кряжі росте 244 раритетних види рослин. Встановлено, що 9 видів рослин мають континуальний тип просторової структури популяцій, 235 видів — ізольований, серед останніх 5 видів — диз'юнктивний, 43 види — лінійний, 187 видів — локальний.
Флора Донецького кряжа:

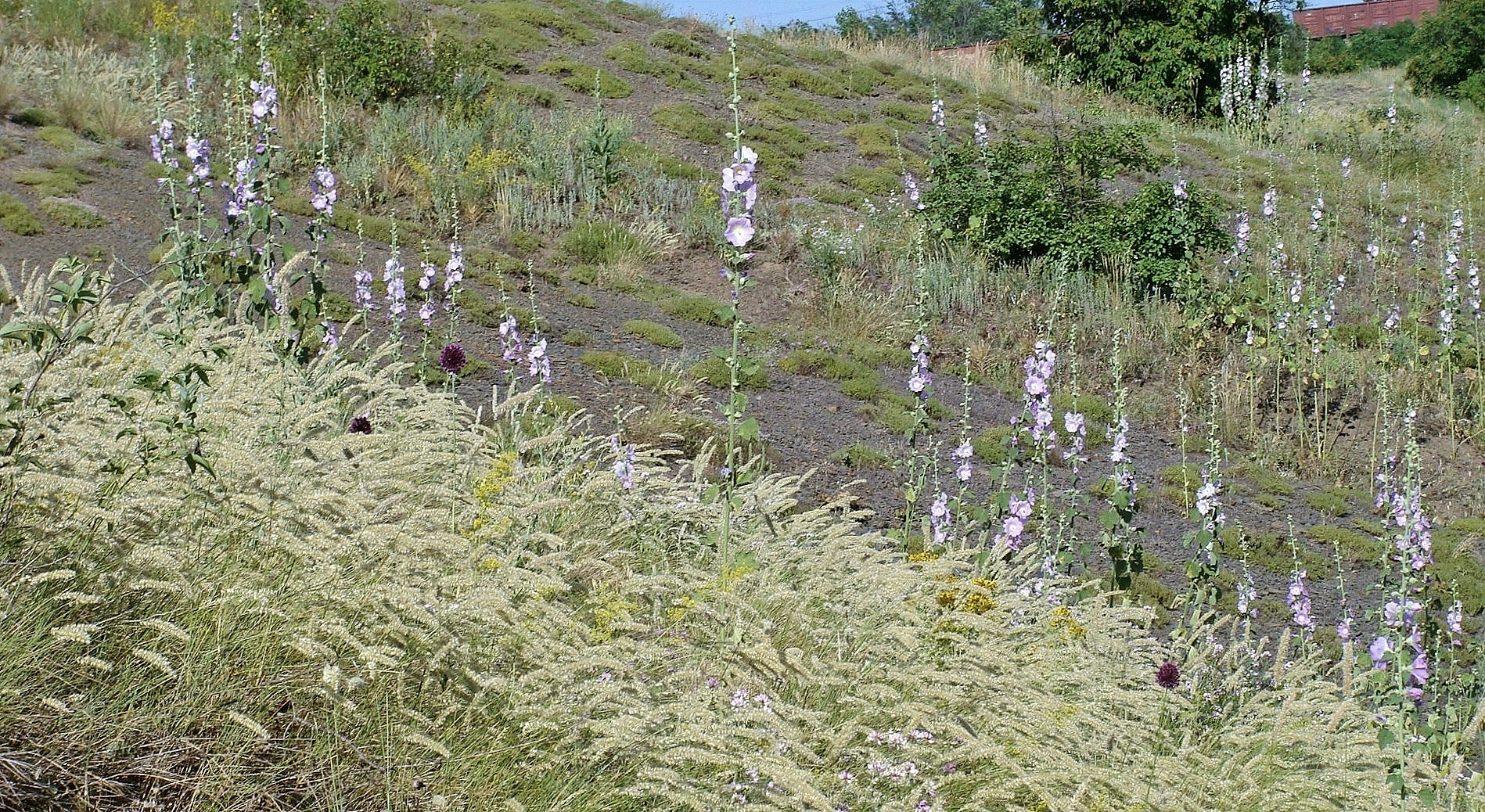
Рослинність схилів
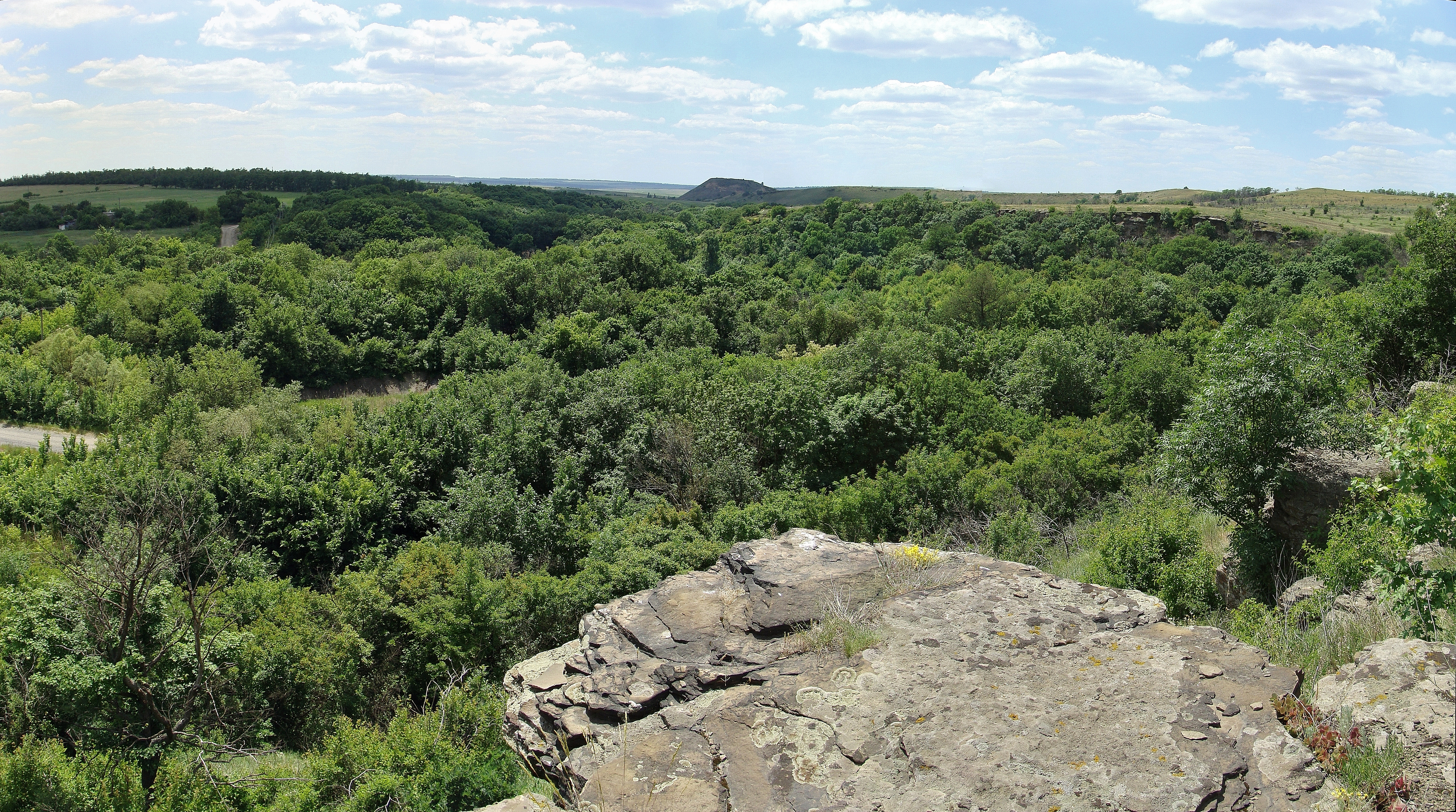
Байрачний ліс
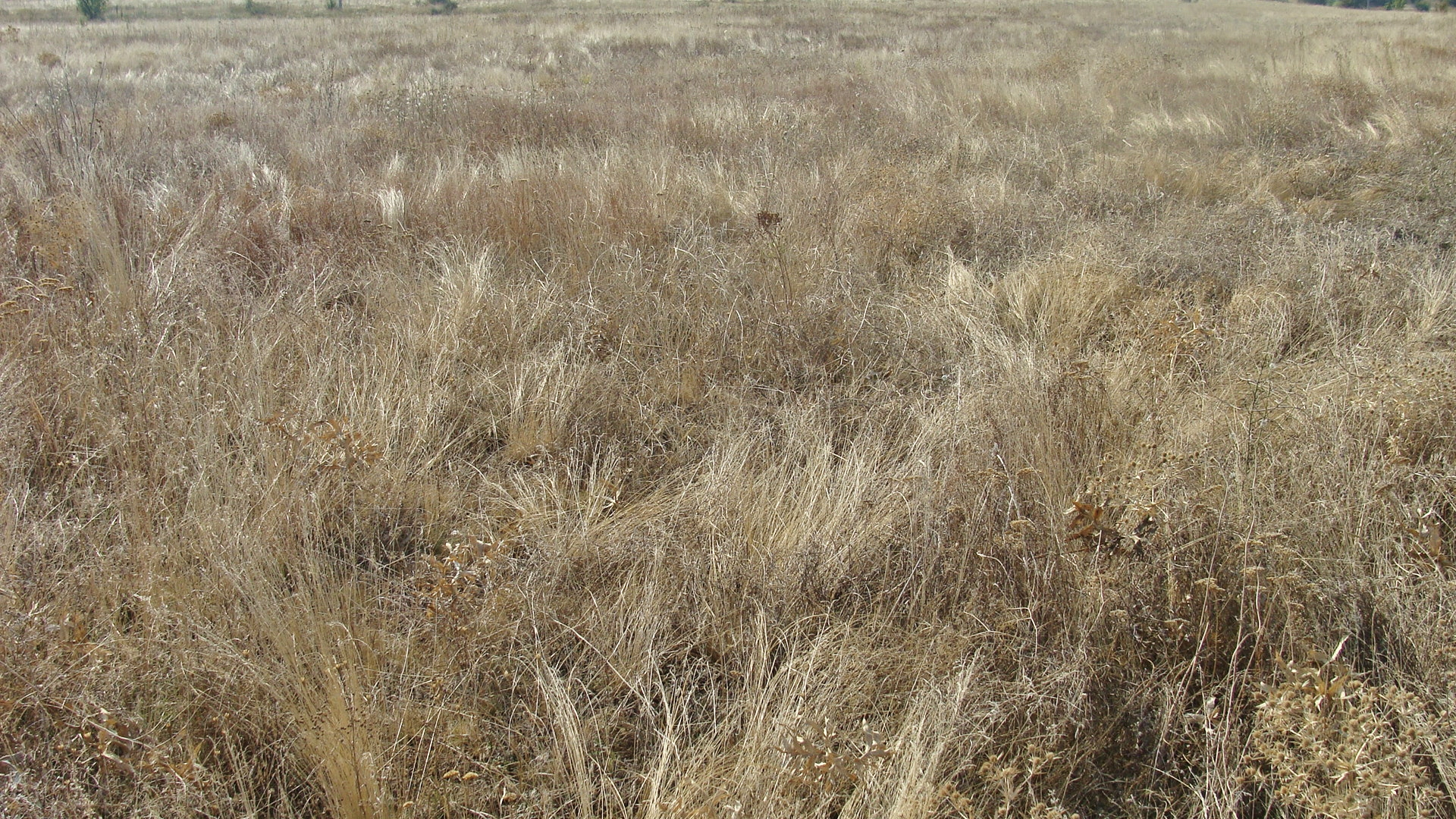
Степ ковиловий

## Фауна
Тваринний світ представлений степовими й лісостеповими видами, на півночі та в байрачних лісах північного макросхилу поширені також лісові види.
Загалом фауна є дуже збідненою, що пов'язано з величезним антропогенним пресом та високим рівнем заселення краю. Фауна включає понад 1500 видів комах (реальна кількість становить не менше 10 тис. видів) і близько 200 видів наземних хребетних, з яких щонайменше 15 занесені до Червоної книги України.
На Донецькому кряжі трапляються такі рідкісні види хребетних: тушкан великий, тхір-перегузня, качка-огар, дрохва, а також різноманітні кажани (усі занесені до Червоної книги).
Колись тут була різноманітна мисливська фауна, яка тепер значно збідніла. З «мисливських ссавців» трапляються свиня дика, сарна європейська (в народі нерідко як «дика коза»), заєць сірий, лисиця руда та лисиця степова (відома також як корсак), вовк та інші.
У байрачних лісах та в долині Донця на півночі кряжу поширені також різноманітні лісові види тварин. Тут звичайними є соня лісова і мишак жовтогрудий з гризунів, борсук європейський і куна лісова з хижих ссавців, сова сіра і голуб-припутень з птахів, з комах ще часто трапляються жук-олень та інші раритетні види.